# Place Ba Dinh
La place Ba Đình  (vietnamien : Quảng Trường Ba Đình) est la place de Hanoï où Ho Chi Minh a lu la Proclamation de l'indépendance de la République démocratique du Vietnam le 2 septembre 1945.

## Description
La place Ba Dinh, ex place Puginier, est le centre du district de Ba Dinh, elle est entourée de bâtiments importants comme le palais présidentiel, le mausolée de Hô Chi Minh, le ministère des Affaires étrangères, et le nouveau palais de l'Assemblée nationale.